# Взятие Мерва
Взятие Мерва — военная операция по присоединению Мервского оазиса к Российской империи в 1884 году.

## Предыстория
В 1882 году после Ахал-текинской экспедиции большая часть территорий, на которых жили туркмены, была присоединена к Российской империи. Но туркмены Мервского оазиса оставались независимыми.
После смерти в 1878 году их хана Коушут-хана возникли раздоры между разными родами. Этим попытались воспользоваться внешние силы. В Мерв направлялись эмиссары афганского эмира Абдур-Рахмана и персидского шаха с целью убедить местных туркмен признать их власть. Также в 1880 году туда прибыл британский журналист Эдмунд О'Донован, который получил документ в удостоверение того, что мервцы приняли подданство королевы Виктории. Но деньги и подарки О'Донована скоро истощились, и тогда он был захвачен Каджар-ханом, после чего его выкупил британский консул в Мешхеде.
В 1882 году Мервский оазис для сбора сведений о нём под видом торговца посетил российский офицер поручик Максуд Алиханов-Аварский.

## Ход событий
Когда осенью 1883 года шайки мервских туркменов совершили новые набеги на восточный Хорасан, начальник Закаспийской области генерал А. В. Комаров выдвинул к Карры-Бент для обуздания разбойников отряд войск в составе двух рот 3-го Закаспийского стрелкового батальона, двух рот 6-го Закаспийского стрелкового батальона, двух сотен Таманского казачьего полка, 20 милиционеров Туркменской конной милиции, двух орудий. Численность всего отряда не превышала 1 500 человек. Начальником отряда был назначен командир Таманского казачьего полка, полковник Муратов. Он получил от Комарова приказ: «По прибытии отряда на Теджен, отправить в Мерв, с несколькими джигитами, переводчика, который должен предъявить тамошним властям ваше требование о прекращении аламанства и о выдаче 14 пленных персов, захваченных мервцами во время последнего их набега на Хорасан».
Но вместо переводчика в Мерв вызвался отправиться Максуд Алиханов-Аварский, чтобы убедить мервских туркмен без сопротивления просить принять российское подданство. Он отправился в путь в сопровождении 20 казаков и 10 джигитов, а также Мехтем-Кули-хана и юнкера из чеченцев, Пацо-Плиева.
30 декабря 1883 года с помощью Гюль-Джамал, влиятельной матери Юсуф-хана, в Мерве был созван генгеш (съезд народных представителей). После ультиматума Алиханова-Аварского 1 января 1884 года он получил подписанный участниками генгеша документ, в котором говорилось:

Прославленному, великому Белому Царю, Высочайшему повелителю русских и иных народов, — да продлится его благоденствие и могущество, да не иссякнет его милость и благоволение, да будет над ним благословение Аллаха!
Мы, ханы, старшины и уполномоченные представители всех родов и колен Мервского народа, собравшись сегодня на генгеш и выслушав присланного к нам штабс-ротмистра Алиханова, единогласно постановили добровольно принять русское подданство. Отдавая себя, свой народ и свою страну под мощную Твою руку, Великий Царь, повергаем перед твоим троном просьбу сравнять нас со всеми подвластными Тебе народами, назначить над нами правителей и водворить между нами порядок, для чего, по Твоему велению, мы готовы выставить нужное число вооруженных конников.
Для поднесения сего постановления народных представителей, нами уполномочены 4 хана и 24 старшины, каждый от двух тысяч кибиток.

22 января 1884 года Алиханов и делегация мервских туркмен прибыли в Асхабад. Затем Алиханов и туркмены вернулись в Мерв.
22 февраля 1884 года российский отряд выступил в поход на Мерв. Поход возглавил лично Комаров. Но перед самым выступлением от Алиханова было получено сообщение, что вследствие проповеди муллы Сиях-Пуша до 5 000 вооруженных туркменов под предводительством Каджар-хана решили напасть на отряд по пути к Мерву.
28 февраля 1884 года произошла стычка милиционеров Туркменской конной милиции с мервскими туркменами. Люди Каджар-хана потеряли 4 человек убитыми и 9 ранеными, у милиционеров потерь не оказалось. На следующий день произошла ещё одна подобная стычка, люди Каджар-хана потеряли ещё несколько человек убитыми и ранеными, у милиционеров потерь не было.
Затем, в ночь на 3 марта на отряд было совершено нападение. Но отряд был предупреждён об этом дружественными туркменами и встретил нападавших залпами. После этого насчитали в поле шестнадцать туркменских трупов, в отряде был смертельно ранен один солдат.
4 марта отряд достиг без дальнейших препятствий занял крепость Мерв (Коушут-Хан-Кала). Пророссийски настроенные туркмены поймали Сиях-Пуша и Каджар-хана, которые с небольшим числом преданных сторонников бежали из Мерва по направлению к Афганистану. Они были сосланы в Калугу.